# Heinrich-Heine-Medaille
Die Heinrich-Heine-Medaille ist eine nicht tragbare Auszeichnung der Landeshauptstadt Düsseldorf. Die Stiftung erfolgte am 4. April 1960 durch den damaligen Oberbürgermeister Willi Becker. Die Stiftung der Medaille erfolgte zum Gedenken an den Dichter Heinrich Heine zur Bewahrung seines Vermächtnisses. Sie wurde erstmals am 3. Juni 1960 „für besondere Verdienste um die Formung und Freiheit des Wortes in Rede und Schrift“ an den ehemaligen Bundespräsidenten Theodor Heuss verliehen, die Laudatio hielt Theodor Eschenburg.
Die Medaille wurde nur einmal verliehen. Als die Heinrich-Heine-Gesellschaft anregte, die Medaille erneut zu verleihen und Max Brod als zu Ehrenden vorschlug, wurde von Seiten der Landeshauptstadt mitgeteilt, dass es sich um eine einmalige Ehrung handele, die auch „nicht unbedingt in einer Beziehung zu Heine stehe“. Insofern kann die dann später von der Heine-Gesellschaft vergebene Ehrengabe der Heinrich-Heine-Gesellschaft als Nachfolger der Medaille angesehen werden.

## Aussehen
Die vom Bildhauer Ludwig Gies geschaffene, aus Feingold bestehende 10 cm durchmessende Medaille zeigt auf ihrer Vorderseite das Relief des Dichters und seinen Namenszug Heinrich Heine. Auf der Rückseite wird der Name des Ausgezeichneten sowie das Verleihungsdatum mit den Worten Landeshauptstadt Düsseldorf angebracht.